# Бойер, Рикьях
Рикьях Бойер (родилась 28 апреля 1990 года в Парамарибо) суринамско-гайанская актриса, исполнитель / автор песен и участница конкурсов красоты. Она также окончила Институт творческих искусств (театральное искусство и драма) и бывший пилот FAA.  Она - женщина, родившаяся мусульманкой и являющаяся второй мусульманкой из Гайаны, выигравшей национальный конкурс красоты. Она стала первой и единственной гайанкой, участвовавшей в нескольких международных конкурсах красоты «Большая четверка», она также представила Гайану на конкурсе Мисс Земля 2015.

## Мисс Гайана 2012
Бойер получила корону от Лейлы Лопес Мисс Вселенная 2011. Конкурс был проведён в отеле Princess 14 сентября 2012 года. В ходе тура вопросов и ответов Бойер сказала, что Лопес была её образцом для подражания.
Вице-мисс стала стал Никита Баркер, третье место заняла гайанка канадского происхождения Садхна Юнус, а четвёртое место заняла Никеша Александр.
14 декабря 2012 года Бойер упала на землю во время предварительного конкурса вечерних нарядов на Мисс Вселенная 2012, что попало в газеты по всему миру.

## Мисс Мира Гайана 2013
Рикьях Бойер была выбрана представительницей страны на международных конкурсах и представляла Гайану на конкурсе Мисс Вселенная 2012 в Лас-Вегасе, штат Невада, и победила на конкурсе Мисс Мира Гайана 2012.
Она представляла Гайану в Бали, Индонезия на конкурсе Мисс Мира 2013 на котором выиграла Меган Янг, с которой она подружилась во время конкурса. Они были замечены вместе на фото в многочисленных журналах на протяжении всего конкурса.
В том же году Бойер получила награду «Citation Award» от города Нью-Йорк за её работу по борьбе с насилием в семье и участие в Карибской ассоциации по борьбе с бытовым насилием в Америке. Она была награждена советником Рубеном Уиллсом на недавнем мероприятии по сбору средств в Нью-Йорке. Уиллс высоко оценил Бойер за то, что она взяла на себя эту работу, особенно подчеркивая, как издевательства часто являются предвестником насилия в семье.

## Мисс Интернешнл Гайана 2014
Бойер представляла Гайану на конкурсе Мисс Интернешнл 2013 В Токио Япония.